# Edmund Stevens
Edmund William Stevens (* 22. Juli 1910 in Denver; † 24. Mai 1992 in Moskau) war ein US-amerikanischer Journalist, der die meiste Zeit seines Berufslebens Korrespondent in der Sowjetunion war.

## Leben
Stevens studierte an der Columbia University in New York internationales Recht. Gerade 24 Jahre alt, übernahm er 1934 einen Posten in der Moskauer Vertretung der Reederei Cunard. Er lernte schnell Russisch und übernahm nach einem Jahr eine Stelle als Übersetzer in einen staatlichen Verlag, der Literatur über die Sowjetunion im Ausland vertrieb. Auch begann er, Berichte über die Sowjetunion für mehrere britische Zeitungen zu schreiben, darunter „Manchester Guardian“ und „Daily Herald“.
Ebenfalls 1935 heiratete er eine Russin, das Ehepaar bezog zunächst ein Zimmer in einer Kommunalka. In dieser Zeit ließ er sich von der Komintern als geheimer Mitarbeiter anwerben, auch die Geheimpolizei NKWD führte ihn als Quelle. Er unterhielt einen engen Kontakt zu US-Botschafter Joseph E. Davies. Am Vorabend des Zweiten Weltkriegs erfreute sich Stevens so großer Wertschätzung seitens der sowjetischen Behörden, dass sie seiner Frau gestatteten, mit ihm 1939 in die USA überzusiedeln. Üblicherweise durften damals Sowjetbürger nur mit offiziellem Auftrag ausreisen.
Der „Christian Science Monitor“ gab ihm einen Vertrag als Kriegsreporter, Stevens berichtete zunächst von den Kriegsschauplätzen in Westeuropa und Nordafrika. 1942 kehrte er mit seiner Frau nach Moskau zurück. Er erfreute sich dort des besonderen Vertrauens des US-Botschafters W. Averell Harriman; dieser nahm ihn als Berater der US-Delegation zu einem Treffen von Stalin und Churchill im Kreml mit.
Stevens nahm am 21./22. Januar 1944 an einer vom sowjetischen Außenministerium organisierten Reise für westliche Journalisten von Moskau an den Ort des Massakers von Katyn teil. Die Korrespondentendelegation zählte 17 Mitglieder: elf US-Amerikaner, fünf Briten und einen Franzosen. Die meisten der Journalisten stellten in ihrer Berichterstattung die von der Burdenko-Kommission präsentierten „Beweise“, dass das Massaker von den Deutschen begangen worden sei, nicht in Frage, so wie es sinngemäß auch der Botschafter W. Averell Harriman an das State Department meldete. Auch Stevens gab in seinem 1945 erschienenen Buch „Russia Is No Riddle“ die sowjetische Version wieder. Knapp 45 Jahre später rückte er von seiner damaligen Berichterstattung ab: Aus Anlass des Besuchs einer polnischen Regierungsdelegation unter dem neuen Ministerpräsidenten Tadeusz Mazowiecki in Katyn schrieb er im November 1989, dass er schon 1944 den Bericht der Burdenko-Kommission als nicht überzeugend angesehen habe.
In seiner Berichterstattung aus Moskau während der Stalinzeit pries er Stalin und beschrieb die Sowjetunion als demokratisches Land. Er verteidigte den Molotow-Ribbentrop-Pakt und kritisierte die osteuropäischen Gesellschaften, die sich der sowjetischen Dominanz widersetzen. Ebenfalls 1945 beteiligte sich Stevens neben Jerome Davis, John Hersey, Richard Lauterbach, Edgar Snow und Alexander Werth an einer Kampagne prosowjetischer Journalisten gegen den Verleger und Publizisten William Lindsay White, der in seinem Buch „Report on the Russians“ die Sowjetgesellschaft als Diktatur beschrieb, die von Repression und Angst in der Bevölkerung geprägt sei.
1949 versetzte ihn die Redaktion des „Christian Science Monitor“ nach Rom. Dort schrieb er ein weiteres Buch: „This Is Russia – Un-Censored“. Darin schilderte er die frustrierte und erschöpfte Nachkriegsgesellschaft in der Sowjetunion. Die meisten Menschen seien nichts mehr als „Arbeitssklaven“ (work slaves). Als erster amerikanischer Buchautor beschrieb er darin die antisemitischen Kampagnen der späten Stalinzeit. Auch beklagte er die Zensur. Er bekam für die dem Buch zugrunde liegenden Reportagen den Pulitzer-Preis. Von der sowjetischen Presse wurde er für das Buch heftig angegriffen.
Zu Beginn des kurzen Tauwetters unter Nikita Chruschtschow ging Stevens mit seiner Frau nach Moskau zurück. Er arbeitete für mehrere amerikanische und britische Zeitungen sowie Magazine, darunter „Time“, „Life“, „Newsday“, „The Saturday Evening Post“, „The Sunday Times“ und „The Times“. Als Übersetzer arbeitete für ihn vorübergehend der KGB-Informant Victor Louis.
Seine Tochter Anastasija wurde in die Balletttruppe des Bolschoi-Theaters aufgenommen, über ihre Karriere berichtete die US-Presse wiederholt. Da er und seine Frau Nina Ikonen und Gemälde ausführen und über Galerien in New York verkaufen durften, er außerdem ein Luxusappartement im Zentrum kaufen durfte, vermuteten seine westlichen Kollegen, dass er über sehr gute Kontakte zum KGB verfügte. Er selbst aber bestritt, mit den sowjetischen Diensten zusammengearbeitet zu haben. Erst nach seinem Tod wurde im Rahmen des VENONA-Projekts bekannt, dass er dies sehr wohl getan hat und überdies heimlich Mitglied der Kommunistischen Partei der USA (CPUSA) gewesen war.

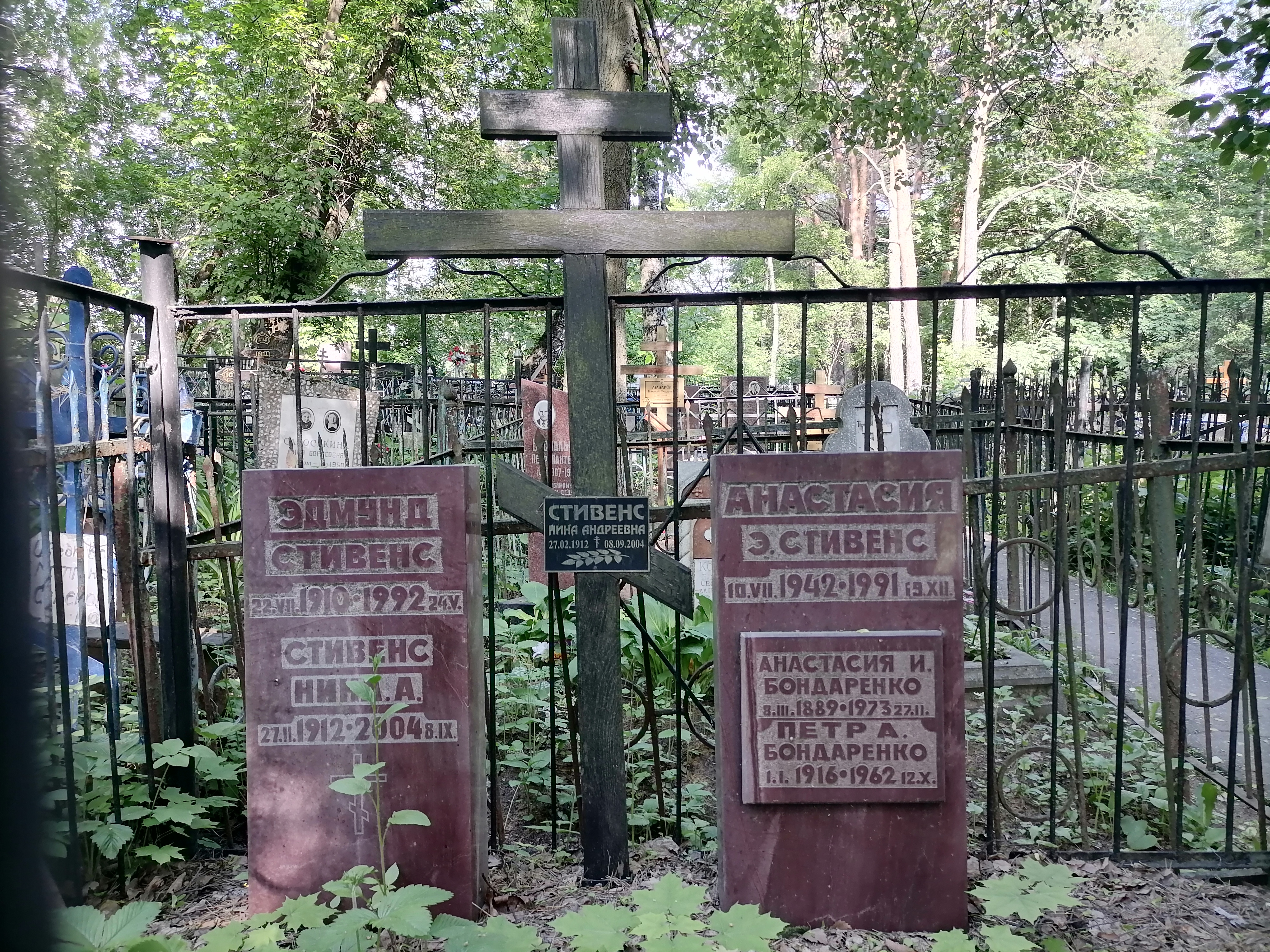

Er wurde auf dem Friedhof der Künstlerkolonie Peredelkino bei Moskau beigesetzt.

## Werke
- Russia Is No Riddle. Greenberg, New York 1945
- This Is Russia – Un-Censored. Eaton Books, New York 1951